# ビッグ・バイユー・カノー列車事故
ビッグ・バイユー・カノー列車事故（ビッグ・バイユー・カノーれっしゃじこ、英語: 1993 Big Bayou Canot train wreck）とは、1993年9月22日にアメリカ合衆国アラバマ州モービルの北東にあるCSXTのビッグ・バイユー・カノー橋で発生した鉄道事故。アムトラックが運行する大陸横断列車「サンセット・リミテッド」が脱線し、150人が死傷した。この事故はアムトラックの歴史で最悪な鉄道事故であり、アメリカ合衆国では1958年のニューアーク湾鉄道事故以来の最悪の鉄道事故である。

## 事故概要
アムトラックが運行するロサンゼルス発マイアミ行の大陸横断列車「サンセット・リミテッド」は午前2時53分にビッグ・バイユー・カノー橋を通過した。この時、直前の事故（後述）で橋上のレールが激しく歪んでいたがブレーキが間に合わなかった。サンセット・リミテッドは時速70マイル(時速113km)で衝突し、その衝撃で橋桁が崩壊し水没した。1両目の機関車は脱線し先頭から対岸の堤防に突っ込み、2〜3両目の機関車、貨車、寝台車、客車6両のうち2両が橋から川に転落した。
死者47人のほとんどは溺死であったが、機関車の燃料が漏れて広範囲に飛び散って火災を起こした為、数名は火災や煙により亡くなった。

## 原因
- 旋回橋の稼働概念

事故の原因は以下の2点とされている。
1. 艀が橋に衝突してレールが歪んだこと
2. 橋の設計が不適切で崩落したこと

旋回橋の稼働概念

列車事故8分前の午前2時45分、タグボートに推進された艀がビッグ・バイユー・カノー橋の橋脚と衝突する事故が発生した。
この橋は旋回橋への改造を見越し、橋桁が回転するよう設計されていた（実際には改造されなかった）。しかし、可動する橋桁が適切に固定されていなかったため、艀の衝突によって橋桁が3フィート(約1メートル)回転し、レールが激しく歪んだ。
溶接されたレールは寸断されなかったため、信号は進行現示のままになった。もしレールが寸断されていれば信号が停止現示になり、列車を急停止させるか減速し事故の規模を小さくする事が出来たと考えられている。
事故を起こしたタグボートの操舵士は経験不足でレーダーの見方が分からなかった上、コンパスや海図も無かった。加えて当時、現場周辺は濃霧に包まれていた事もあり、操舵士は方角を完全に見失っていた。また、このボートにはベテランの操舵士も乗船していたが、交代し睡眠中であったためミスの指摘や航行の補助などが出来なかった。そして、本来の航行ルートであるモービル川と航行禁止の運河の分岐点で、濃霧により航路を誤り運河に進入した。しかし、操舵士はモービル川を正確に航行していると勘違いしていたため、レーダーに映る橋を他のタグボートと誤認してそのまま進行し、橋脚に衝突した。
なお、2件の事故を通してタグボートの船員4名にけがはなかった。タグボートの船員は列車事故の発生後、タグボートに搭載されていたアルミ製ボートで列車の乗員乗客の救助に当たった。

## 列車遅延の不運
ナショナルジオグラフィックチャンネルのドキュメンタリー「衝撃の瞬間」では、「列車の運行はルイジアナ州ニューオリンズでエアコン修理の為30分遅延していた。もし、この遅延がなかったら、列車は船が衝突する20分前に無事通過出来ていた」としている。

## 参考資料
- "Railroad-Marine Accident Report 94-1" (RAR-94-1), U.S. National Transportation Safety Board, 1994-09-19.